# Low (album de David Bowie)
Pour les articles homonymes, voir Low.
Albums de David Bowie
ChangesOneBowie
(1976) "Heroes"
(1977)
Singles
1. Sound and Vision
Sortie : 11 février 1977
2. Be My Wife
Sortie : 17 juin 1977

Low est le onzième album studio de David Bowie. Il est sorti en janvier 1977 chez RCA Records.
Bien qu'il ait été enregistré en majeure partie au château d'Hérouville, en France, Low est considéré comme le premier volet de la trilogie berlinoise de Bowie. Le travail sur l'album se termine en effet au studio Hansa de Berlin-Ouest, ville où le chanteur s'installe et réside durant les deux années qui suivent. C'est aussi le premier album où Bowie collabore avec Brian Eno.
La première face de Low rassemble des morceaux courts d'inspiration pop. La section rythmique offre un socle à Bowie, qui élabore des chansons dont les paroles reflètent les sentiments d'aliénation et d'isolement qu'il a éprouvés durant son séjour à Los Angeles lors des années précédentes. La deuxième face de l'album présente des morceaux plus longs et expérimentaux, influencés par l'approche musicale d'Eno, qui reposent davantage sur des ambiances.
Malgré sa difficulté d'accès, qui contraste nettement avec les précédentes parutions de Bowie, Low connaît un franc succès des deux côtés de l'Atlantique. Il est souvent considéré comme l'un des meilleurs albums de sa discographie.

## Histoire

### Contexte

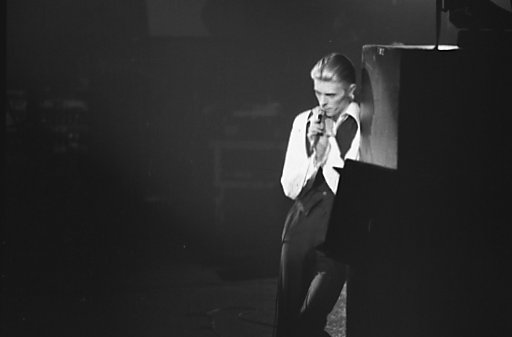
David Bowie sous les traits du Thin White Duke pendant la tournée Isolar Tour.

Au début de l'année 1976, cela fait près de deux ans que David Bowie a quitté son Royaume-Uni natal pour s'installer aux États-Unis, d'abord à New York, puis à Los Angeles. Il parvient à devenir une vedette dans ce pays qui le fascine depuis l'enfance grâce aux singles Fame, no 1 des ventes en septembre 1975, et Golden Years, qui se classe dans le top 10 quelques mois plus tard. Les albums dont sont extraites ces chansons, Young Americans et Station to Station, rencontrent également un franc succès commercial. Le chanteur est alors suffisamment populaire pour apparaître à la télévision dans des programmes aussi populaires que Soul Train ou les émissions de variété présentées par Cher et Dinah Shore.
Néanmoins, il s'agit d'une période difficile sur le plan personnel pour Bowie. Souffrant d'une addiction de plus en plus sévère à la cocaïne, il perd beaucoup de poids et son état mental se dégrade. Il laisse libre cours à son intérêt pour l'occultisme et le fascisme, ce qui donne lieu à une controverse enflammée durant le segment européen de la tournée de promotion de Station to Station, le Isolar Tour, au printemps 1976. Après avoir déclaré à Playboy qu'il aurait fait « un sacrément bon Hitler », il est pris en photo à Londres le 2 mai dans une position évoquant un salut nazi. Par la suite, il attribue ces dérapages à son personnage du Thin White Duke, le protagoniste de la chanson Station to Station, et les met sur le compte de sa consommation élevée de drogue.
Juste avant le début de la tournée Isolar, le chanteur reprend contact avec son ami américain Iggy Pop, qui est dans une situation encore plus déplorable que la sienne, accro à l'héroïne et sans le sou. Bowie l'invite à l'accompagner sur les routes et les deux hommes décident ensemble d'arrêter la drogue. Résolu à tourner la page Los Angeles, Bowie emménage après la fin de la tournée à Blonay, en Suisse, dans un chalet acheté par sa femme Angie. À la fin du mois de juin, il commence à produire l'album solo de Pop The Idiot au château d'Hérouville, en région parisienne. Bowie connaît déjà les lieux pour y avoir enregistré son album de reprises Pin Ups trois ans plus tôt.

### Enregistrement

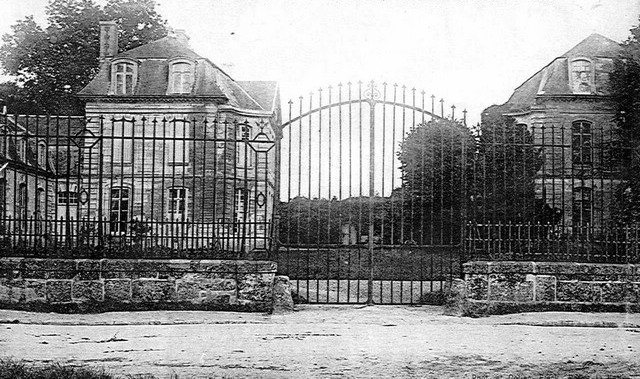
Le portail du château d'Hérouville au début du XXe siècle.

Le nouvel album de Bowie, dont le titre de travail est New Music: Night and Day, est enregistré au château d'Hérouville à partir du 1er septembre 1976, dans la foulée de The Idiot. Le chanteur s'entoure de la même section rythmique que sur Station to Station et The Idiot : Carlos Alomar à la guitare rythmique, George Murray à la basse et Dennis Davis à la batterie. Le groupe est complété par le pianiste Roy Young, ex-membre du groupe de beat The Rebel Rousers (en), et le guitariste Ricky Gardiner, du groupe de rock progressif écossais Beggars Opera (en). Pour coproduire l'album, Bowie fait appel à son collaborateur de longue date Tony Visconti.
Au bout d'une dizaine de jours de travail, alors que les musiciens ont déjà développé plusieurs ébauches de chansons, Brian Eno arrive au château d'Hérouville. C'est Bowie qui a invité l'ex-Roxy Music à participer à l'enregistrement d'un disque qu'il souhaite plus expérimental que commercial,. Cette collaboration se traduit par des méthodes peu orthodoxes, notamment l'usage d'un jeu de cartes conçu par Eno avec le peintre Peter Schmidt (en), les Stratégies obliques. Pendant les séances, chaque musicien reçoit une carte au hasard qui lui donne des instructions plus ou moins explicites sur la manière dont il doit jouer. Certaines sont très pragmatiques, comme « Amplifie les différences » ou « Abandonne les instruments normaux », alors que d'autres sont plus abstraites, comme « Demande à ton corps » ou « Accrétion ». Les Stratégies obliques sont conçues pour résoudre les impasses artistiques en abordant les problèmes sous un nouvel angle, parfois avec une touche humoristique.

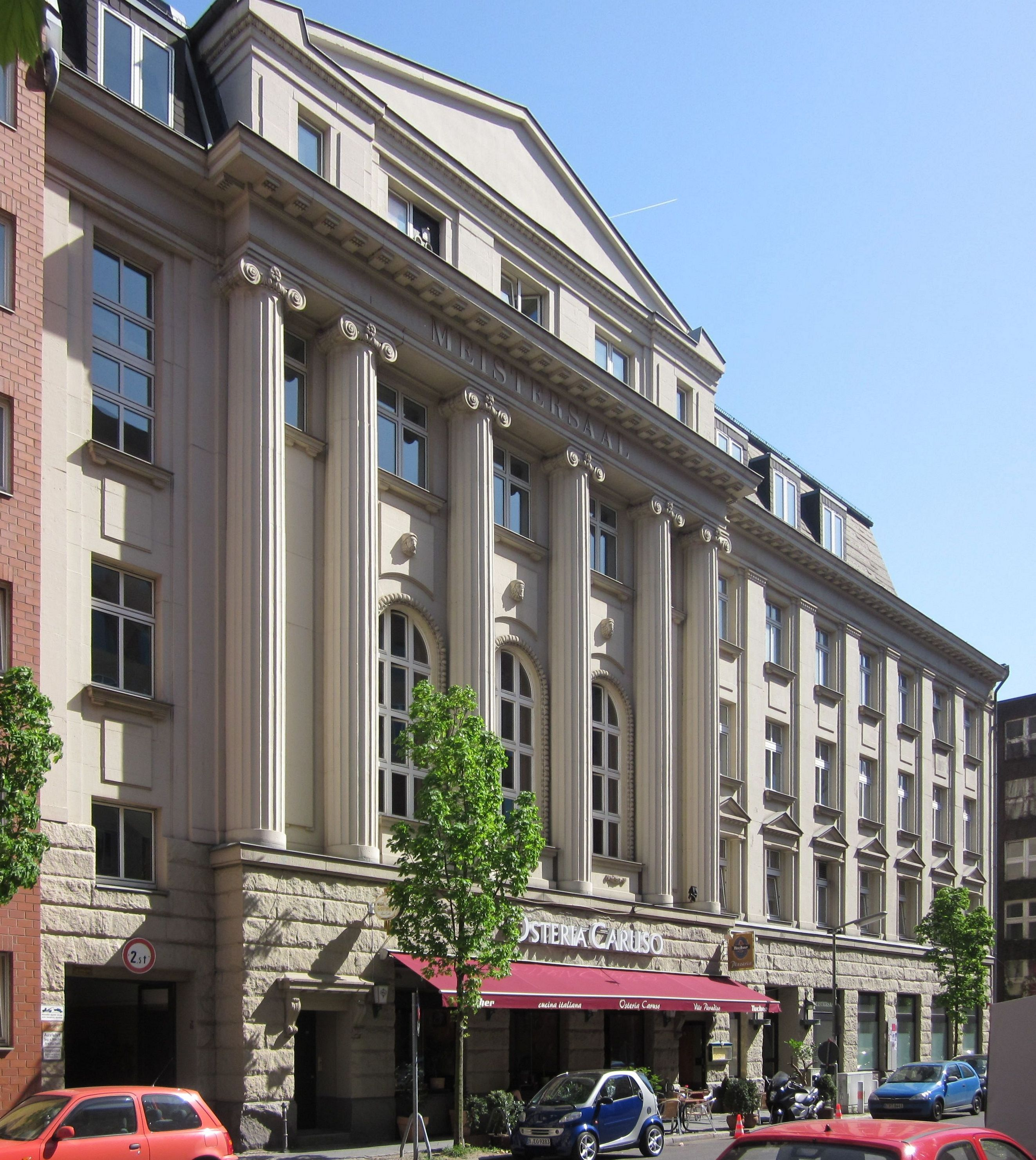
La façade du studio Hansa de Berlin-Ouest.

Les séances de travail se déroulent dans une atmosphère de franche camaraderie entre les musiciens, qui se racontent des anecdotes et regardent ensemble des épisodes de la série télévisée L'Hôtel en folie. Cependant, l'ambiance au château d'Hérouville n'est pas complètement détendue. Une intoxication alimentaire frappe plusieurs participants à l'album, et les relations entre Bowie et le personnel du studio se dégradent lorsqu'il découvre que des informations sont secrètement communiquées à la presse musicale française concernant l'avancement du projet. Il est par ailleurs en pleine querelle juridique avec son imprésario Michael Lippman et manque d'en venir aux mains avec Roy Martin, le nouveau petit ami de sa femme Angie. Bien qu'il se soit défait en grande partie de ses obsessions mystiques de Los Angeles, il est persuadé que les esprits de Frédéric Chopin et George Sand hantent la chambre à coucher principale du château et la laisse volontiers à Visconti.
L'album est conçu en trois étapes. La section rythmique élabore les bases des chansons lors des cinq premiers jours d'enregistrement. Une deuxième phase d'overdubbing suit durant laquelle Eno, Gardiner, Young et Alomar ajoutent des parties instrumentales supplémentaires sur ces bases. Ce n'est qu'à la toute fin des séances, lorsque tous les musiciens sont partis et que Bowie est seul avec Visconti et les ingénieurs du son, qu'il écrit les paroles et enregistre les parties de chant. Ce n'est pas la première fois que le chanteur suit cette méthode, mais elle devient systématique dans la suite de sa carrière.
À la fin du mois de septembre, Bowie quitte Hérouville et la France. Angie tente de le convaincre de rentrer en Suisse, mais le chanteur choisit de s'installer à Berlin-Ouest. Le studio Hansa, situé dans le quartier de Kreuzberg, accueille ainsi la fin du travail sur les titres Weeping Wall et Art Decade, ainsi que l'ajout des parties de chant. Le mixage des pistes s'effectue au studio no 2 de Hansa, situé à proximité du mur de Berlin ; c'est là que Bowie revient par la suite pour enregistrer son album suivant, "Heroes".

### Parution et accueil
La maison de disques de Bowie, RCA Records, s'attend à ce qu'il produise un nouvel album dans la veine soul et funk de Young Americans et Station to Station. Les responsables du label sont par conséquent horrifiés d'entendre les morceaux expérimentaux et froids que leur propose le chanteur. La sortie du disque, d'abord prévue pour Noël 1976, est repoussée et Bowie rapporte qu'un cadre de RCA lui aurait proposé de lui acheter une maison à Philadelphie en échange d'un retour à la musique noire à succès de ses précédents disques.
En fin de compte, le onzième album studio de David Bowie est publié en janvier 1977. Il a failli s'appeler New Music: Night and Day jusqu'au bout, son titre définitif de Low ayant été adopté très peu de temps avant sa sortie. Le chanteur choisit de ne pas le promouvoir dans les médias, ni même de partir en tournée ; à la place, il accompagne Iggy Pop comme simple claviériste pour les concerts de la tournée The Idiot. Malgré cela, Low réalise de très bonnes ventes, non seulement en Europe (il est no 2 des ventes au Royaume-Uni), mais aussi aux États-Unis (no 11). Le premier single qui en est extrait, Sound and Vision, atteint la 3e place du hit-parade britannique au mois de mars.

### Postérité
En réponse à cet album, l'auteur-compositeur interprète britannique Nick Lowe intitule son EP de 1977 Bowi.
En 2003, l'album est classé 249e des 500 plus grands albums de tous les temps par le magazine Rolling Stone.

## Caractéristiques artistiques

### Paroles et musique
Low est divisé en deux moitiés correspondant aux deux faces de son format original, le 33 tours. La première moitié propose des chansons courtes et relativement conventionnelles, d'inspiration pop et rock, tandis que la deuxième moitié est plus expérimentale et s'intéresse davantage aux ambiances qu'aux mélodies.

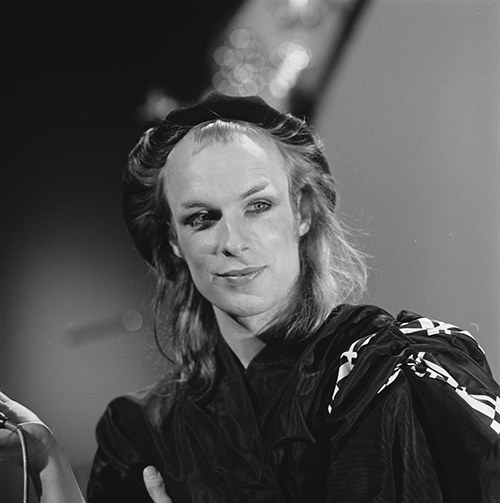
Brian Eno (ici en 1974) joue un rôle important dans l'enregistrement de Low.

Bowie est influencé pour l'écriture de cet album par le krautrock des groupes allemands comme Kraftwerk ou Neu!, ainsi que par la musique minimaliste de Philip Glass et Steve Reich. En hommage, Glass compose en 1992 sa Première Symphonie dite « Low » en reprenant des motifs de cet album de Bowie ainsi que les titres de trois chansons pour les trois mouvements de la composition.

### Pochette
La pochette de l'album est une photo de profil de David Bowie. Prise pendant le tournage du film L'Homme qui venait d'ailleurs, elle montre le chanteur sous les traits du personnage de l'extra-terrestre Thomas Jerome Newton, avec des cheveux orange et un blouson à capuche. Cette pochette dissimule un jeu de mots : en combinant le titre et la photo, on obtient l'expression low profile, « profil bas » en anglais.

## Fiche technique

### Chansons

#### Album original
Toutes les chansons sont écrites et composées par David Bowie, sauf mention contraire.
| 1. | Speed of Life                   |                                          | 2:46 |
| 2. | Breaking Glass                  | David Bowie, Dennis Davis, George Murray | 1:51 |
| 3. | What in the World               |                                          | 2:23 |
| 4. | Sound and Vision                |                                          | 3:03 |
| 5. | Always Crashing in the Same Car |                                          | 3:29 |
| 6. | Be My Wife                      |                                          | 2:55 |
| 7. | A New Career in a New Town      |                                          | 2:51 |

| 8.  | Warszawa      | David Bowie, Brian Eno | 6:20 |
| 9.  | Art Decade    |                        | 3:43 |
| 10. | Weeping Wall  |                        | 3:26 |
| 11. | Subterraneans |                        | 5.39 |

#### Rééditions
En 1991, Low est réédité au format CD par Rykodisc/EMI avec trois chansons supplémentaires : deux inédits et un remix de Sound and Vision. Les deux morceaux inédits sont de provenance inconnue, ce qui n'empêche pas Philip Glass d'utiliser l'un d'eux, Some Are, comme fondation du deuxième mouvement de sa symphonie Low. L'authenticité de l'autre titre bonus inédit, All Saints, est remise en question par certains biographes de Bowie, qui doutent qu'il provienne effectivement des séances de Low. Interrogé à son sujet, Tony Visconti affirme n'avoir aucun souvenir de ce morceau et estime que les boucles électroniques datent plutôt des années 1980 que des années 1970,.
| 12. | Some Are (inédite, enregistrée entre 1976 et 1979)   | 3:24 |
| 13. | All Saints (inédite, enregistrée entre 1976 et 1979) | 3:35 |
| 14. | Sound and Vision (version remixée en 1991)           | 4:43 |

### Musiciens
- David Bowie : chant (2–6, 8, 10–11), chamberlin (1), synthétiseurs (1, 10, 11), piano (7, 9–11), harmonica (7), saxophone baryton (4, 11), guitare (6, 9–11), boîte à rythmes (9), xylophone (10), vibraphone (9, 10), chœurs
- Carlos Alomar : guitare rythmique (1, 3–7), guitare solo (1, 2), guitare acoustique (11)
- Ricky Gardiner : guitare solo (3-7), guitare rythmique (2)
- Roy Young : piano (1, 3–7), orgue Farfisa (3, 5)
- Brian Eno : Moog (2, 8, 9), ARP (3, 11), EMS Synthi AKS (3, 5), piano (7–9, 11), traitements guitares (5), Chamberlin (8–9), chant (4)
- George Murray : basse (1–7, 11)
- Dennis Davis : percussions (1-7)
- Iggy Pop : chœurs (3)
- Mary Hopkin : chœurs (4)
- Eduard Meyer : violoncelle (9)
- Peter (J. Peter Robinson) & Paul (Paul Buckmaster) : synthétiseurs et piano (11)

### Équipe de production
- David Bowie, Tony Visconti : production
- Laurent Thibault : ingénieur du son au château d'Hérouville
- Eduard Meyer : ingénieur du son au studio Hansa

### Classements
| Classement (1977)             | Meilleure position |
| ----------------------------- | ------------------ |
| Autriche (Ö3 Austria Top 40)  | 17                 |
| États-Unis (Billboard 200)    | 11                 |
| Norvège (VG-lista)            | 10                 |
| Nouvelle-Zélande (RIANZ)      | 12                 |
| Pays-Bas (Mega Album Top 100) | 6                  |
| Suède (Sverigetopplistan)     | 12                 |